# 보르고르다시

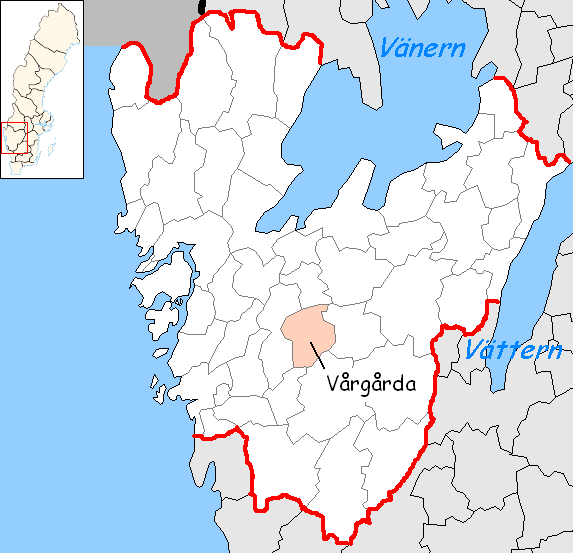
보르고르다 시의 위치

보르고르다시(스웨덴어: Vårgårda kommun)는 스웨덴 베스트라예탈란드주에 위치한 지방 자치체로 행정 중심지는 보르고르다이며 면적은 441.22km2, 인구는 11,295명(2016년 12월 31일 기준), 인구 밀도는 26명/km2이다.

시 문장